# Райчетине
Райчетине (серб. Рајчетине) — населённый пункт в общине Црна-Трава Ябланичского округа Республики Сербии.

## Население
Согласно переписи населения 2002 года, в селе проживало 33 человека (32 серба и 1 албанец).
| Численность населения | Численность населения | Численность населения | Численность населения | Численность населения | Численность населения | Численность населения | Численность населения |
| 1948                  | 1953                  | 1961                  | 1971                  | 1981                  | 1991                  | 2002                  | 2011                  |
| --------------------- | --------------------- | --------------------- | --------------------- | --------------------- | --------------------- | --------------------- | --------------------- |
| 267                   | 225                   | 248                   | 177                   | 83                    | 46                    | 33                    | 21                    |

## Религия
Согласно церковно-административному делению Сербской православной церкви, село относится к Предеянскому приходу Власотинацкого архиерейского наместничества Нишской епархии.